# 先発ユリウス暦
先発ユリウス暦（せんぱつユリウスれき、英: proleptic Julian calendar）とは、西暦8年以前に遡ってユリウス暦を適用したものである。
紀元前45年のユリウス暦の導入から西暦8年までの間に、実際に実施された閏年は不規則であったため(詳細はユリウス暦#運用を参照)、先発ユリウス暦といった場合には紀元前45年以前ではなく、西暦8年以前に通常のユリウス暦（4年に1度の閏年というルール）を適用したものをいう。

## 暦法の先発バージョン
暦法の発明や実施よりも早い時期にまで遡及して適用される暦は、その暦法の「先発(proleptic)」バージョンと呼ばれる。類似のものに、グレゴリオ暦が実施される1582年以前にさかのぼって適用される先発グレゴリオ暦がある（ただし日本語における定訳がないため、「先発」以外に「遡及」「仮想上」などが使用されることがある。詳細な例は先発グレゴリオ暦を参照）。それ以前はユリウス暦が使われていたため、引用された日付が先発グレゴリオ暦に基づいている場合には、その旨を明示しなければならない。

## 先発ユリウス暦とは
ユリウス暦自体はユリウス・カエサルによって導入されたもので、西暦（キリスト紀元、あるいは共通紀元とも）の導入よりも古い。
西暦は、6世紀にディオニュシウス・エクシグウスによって計算されたイエス・キリスト誕生を紀元とする紀年法であり、8世紀頃から中世で広く使用された。
先発ユリウス暦では、ユリウス暦はすでに使用されていたが西暦は使用されていなかった後期古代の日付や、ユリウス暦導入以前の時代を含め、全体的に西暦が使用される。
年は基数で表され、包括的に数えられる(西暦1年は西暦の最初の年で、その直前の年は紀元前1年である。「0年目」は存在しない)。したがって、先発ユリウス暦の紀元前1年は閏年である。

## 天文学的紀年法との関係
これは、1740年にフランスの天文学者ジャック・カッシーニが導入した天文学的紀年法とは区別される。この方式では、各年を時間軸上の整数とみなし、0年は紀元前1年に対応し、「-1年」は紀元前2年に対応するため、このシステムではユリウス暦の閏年は4で割り切れる数字になる。

## ユリウス暦の初期の閏年
先発ユリウス暦における閏年の設定は、ローマ時代に閏年であったかどうかとは異なる、これは歴史的な閏年の設定の誤りが原因である。紀元前45年から紀元後8年の間、閏日は体系的ではなかった。したがって、ローマのユリウス暦以前、または西暦8年以前のユリウス暦を使用して引用された日付に相当する、先発ユリウス暦の日付を見つける簡単な方法はない。
また、紀元前46年自体は特別なケースである。この年にユリウス暦が導入されたため、1年に445日が割り当てられた。それ以前のローマ暦では閏日ではなく閏月制度が使用されていた。